# Miljø-DNA
Miljø-DNA (engelsk environmental-DNA; e-DNA eller eDNA) er rester af DNA som findes i omgivelserne udenfor en organisme. Alle organismer efterlader DNA-spor i sine omgivelser via lækage fra hud, blade, sporer, saliva (spyt), afføring, osv.
Det findes tekniker til at indsamle denne type af DNA - og med hjælp af DNA-stregkodning spore organismer, som har haft kontakt med miljøet, uden nogensinde at se en organisme eller vævsdele.
Det er fx muligt at aflæse fra en vandprøve fra en sø, hvilke havdyr som findes eller fandtes i søen, eller at spore hvilke svampe, der lever i omgivelserne ved at lave en luftprøve. Teknikken forventes at have potentiale indenfor fx miljøovervågning.
Det er også muligt at opsamle og aflæse miljø-DNA fra luften.